# Departament comercial
El departament comercial té com a funció desenvolupar tot el conjunt d'activitats destinades a fer arribar al consumidor els béns i serveis produïts per l'empresa. Aquestes activitats consisteixen en: Planificació i control, estudi de mercat, promoció, publicitat del producte, distribució. Aquest departament ha de mantenir relacions amb altres departaments: Departament de producció, departament de financer, departament de recursos humans.